# Megavirus chilensis
O Megavirus chilensis é uma espécie de vírus descoberta no litoral do Chile e que, até meados de 2011, acreditava-se ser o vírus com maior quantidade de material genético, contando com 6,5% mais material do que o código genético do recordista anterior, o Mimivirus, isolado em 2003.